# Supercoppa italiana 2016
Supercoppa italiana 2016 byl zápas Supercoppa italiana, tedy italského fotbalového Superpoháru. Střetly se v něm týmy Juventus FC jakožto vítěz Serie A ze sezóny 2015/16, a celek AC Milán, který se ve stejné sezóně stal finalistou italského fotbalového poháru Coppa Italia v sezoně 2015/16 (ve finále podlehl 0:1 právě Juventusu).
Zápas se odehrál 23. prosince 2016 na stadionu Jassim Bin Hamad Stadium v katarském Dauhá. O poločase byl stav 1:1, po prodloužení svítilo na ukazateli stejné skóre, na penalty vyhrál AC Milán 4:3. Bylo to sedmé prvenství AC Milán v soutěži, jejich počtem se dotáhl právě na Juventus FC.

## Detaily zápasu
| 23. 12. 2016 19:30 UTC+03:00 |        |                 |                                                                                |
| Juventus FC                  | 1 : 1  | AC Milán        | Jassim Bin Hamad Stadium, Dauhá, Katar diváci: 11 356 rozhodčí: Antonio Damato |
| Chiellini 18'                | Report | Bonaventura 38' | Jassim Bin Hamad Stadium, Dauhá, Katar diváci: 11 356 rozhodčí: Antonio Damato |

|                                            |       | Penaltový rozstřel                      |  |
| Marchisio Mandžukić Higuaín Khedira Dybala | 3 : 4 | Lapadula Bonaventura Kucka Suso Pašalić |  |

| Juventus FC | AC Milán |

| GK                   | 1  | Gianluigi Buffon     |        |     |
| RB                   | 26 | Stephan Lichtsteiner | 35'    |     |
| CB                   | 24 | Daniele Rugani       |        |     |
| CB                   | 3  | Giorgio Chiellini    |        |     |
| LB                   | 12 | Alex Sandro          |        | 32' |
| CM                   | 6  | Sami Khedira         |        |     |
| CM                   | 8  | Claudio Marchisio    |        |     |
| CM                   | 27 | Stefano Sturaro      |        | 79' |
| AM                   | 5  | Miralem Pjanić       |        | 67' |
| CF                   | 9  | Gonzalo Higuaín      | 120+1' |     |
| CF                   | 17 | Mario Mandžukić      |        |     |
| Náhradníci:          |    |                      |        |     |
| GK                   | 25 | Neto                 |        |     |
| GK                   | 32 | Emil Audero          |        |     |
| DF                   | 4  | Mahdí Benatía        |        |     |
| DF                   | 15 | Andrea Barzagli      |        |     |
| DF                   | 33 | Patrice Evra         |        | 32' |
| DF                   | 40 | Luca Coccolo         |        |     |
| MF                   | 7  | Juan Cuadrado        |        |     |
| MF                   | 11 | Hernanes             |        |     |
| MF                   | 18 | Mario Lemina         |        | 79' |
| MF                   | 20 | Marko Pjaca          |        |     |
| MF                   | 22 | Kwadwo Asamoah       |        |     |
| FW                   | 21 | Paulo Dybala         |        | 67' |
| Trenér:              |    |                      |        |     |
| Massimiliano Allegri |    |                      |        |     |

| GK                | 99 | Gianluigi Donnarumma |     |      |
| RB                | 20 | Ignazio Abate        |     | 102' |
| CB                | 29 | Gabriel Paletta      |     |      |
| CB                | 13 | Alessio Romagnoli    | 43' |      |
| LB                | 2  | Mattia De Sciglio    | 70' |      |
| CM                | 33 | Juraj Kucka          | 59' |      |
| CM                | 73 | Manuel Locatelli     |     | 73'  |
| CM                | 91 | Andrea Bertolacci    |     |      |
| RW                | 8  | Suso                 |     |      |
| CF                | 70 | Carlos Bacca         |     | 102' |
| LW                | 5  | Giacomo Bonaventura  |     |      |
| Náhradníci:       |    |                      |     |      |
| GK                | 1  | Gabriel              |     |      |
| DF                | 15 | Gustavo Gómez        |     |      |
| DF                | 17 | Cristián Zapata      |     |      |
| DF                | 31 | Luca Antonelli       |     | 102' |
| MF                | 10 | Keisuke Honda        |     |      |
| MF                | 14 | Matías Fernández     |     |      |
| MF                | 16 | Andrea Poli          |     |      |
| MF                | 23 | José Ernesto Sosa    |     |      |
| MF                | 80 | Mario Pašalić        |     | 73'  |
| FW                | 7  | Luiz Adriano         |     |      |
| FW                | 9  | Gianluca Lapadula    |     | 102' |
| FW                | 11 | M'Baye Niang         |     |      |
| Trenér:           |    |                      |     |      |
| Vincenzo Montella |    |                      |     |      |

| Asistenti rozhodčího: Riccardo Di Fiore Alessandro Giallatini Čtvrtý rozhodčí: Marco Barbirati Brankoví rozhodčí: Paolo Valeri Carmine Russo | Pravidla - 90 minut řádné hrací doby. - 30 minut prodloužení v případě nerozhodného výsledku. - Penaltový rozstřel v případě nerozhodného výsledku po prodloužení. - Max. 7 náhradníků na lavičce, 3 povolená střídání (pro každé mužstvo). |